# Batalla de Balabonowka
Batalla de Balabonowka (también conocida como la Bolsa de Balabonowka) fue una batalla entre blindados alemanes y soviéticos ocurrida en Ucrania entre el 25 y 30 de enero de 1944 durante la Segunda Guerra Mundial.

## Génesis y desarrollo
El 25 de enero de 1944, después de la Batalla de Kursk, las fuerzas alemanas de Erich von Manstein se encontraban en retirada de la zona de Ucrania hacia Vínnitsa bordeando el río Dnieper, su retirada estaba constantemente amenazada de ser cercada debido a una serie de ofensivas soviéticas tendientes a embolsarles.
Von Manstein creó un Kampfgruppe o reserva móvil con los restos de unidades sobrevivientes que tenían la misión de frenar estas ofensivas actuando con independencia de mando.
El Kampfgruppe denominado Schwere Panzerregiment Bäke se formó con los restos del Regimiento nº 11 Panzerbake adjunto al Regimiento Panzer-Ableitung Nº503 dirigida por el as de panzer, Franz Bäke, algunas unidades artilleras y un cuerpo de ingenieros, esta unidad operaba entre el I y IV Ejército Panzer. 
Este grupo de retaguardia, el Panzerregiment Bäke sorprendió a un regimiento del III Ejército de tanques soviéticos en la estepa de Balabonowka y procedió a atacarles, la batalla duró 5 días en los cuales los blindados alemanes compuestos por tanques Tiger y Panzer V Panther eliminaron 267 carros blindados y 156 cañones enemigos finalizando el 30 de ese mes.
La unidad de Bäke solo perdió 5 tanques ( 4 tanques Panther y 1 Tiger).
Franz Bäke recibió las Hojas de Roble de la Cruz de Caballero por estos logros militares,